# Zárnyitás
A zárnyitás a különböző nyílászárók szakszerű kinyitását jelenti. A zárnyitás mint szó csak a modern korban vált ismertté, korábban ezermester vagy lakatos oldotta meg a zárakkal kapcsolatos problémát. Manapság a különböző, ajtókhoz és zárakhoz kötődő foglalkozások tevékenységekre vannak bontva.
A zárnyitás vonatkozhat ingatlanok bejáratára, széfekre és kocsiajtókra egyaránt.

## Módszerek

### Ajtózár nyitása
Általában hivatásos zárszerelő szakember végzi az ajtózárak nyitását, azonban előfordul, hogy bűncselekmény közben is sor kerül ilyesmire. Az esetleges betörőnek könnyű feladata van a zárnyitásnál, mivel neki az a célja, hogy bejusson az ingatlanba, így nem figyel arra, hogy az ajtó vagy a körülötte lévő rész ne sérüljön meg.
Ezzel ellentétben a hivatásos zárnyitó mester mindig mindent elkövet annak érdekében, hogy a lehető legkevesebb kár okozásával nyissa ki a zárat.

### Autózár kinyitása
Az autónyitó mester szakszerű módszerekkel képes kinyitni az autóban felejtett slusszkulcs ellenében is a kocsiajtót.

### Széfek kinyitása
A különböző széfekhez különböző széfnyitásos módszereket kell alkalmazni. Időben nagyon eltérő ezeknek a záraknak a nyitása, néhány perctől akár több óráig is tarthat. Ebbe a kategóriába sorolhatók még a lakatok, kerékpárzárak nyitása is, ezeket azonban általában levágják.
Van még egy csoport, amely a trezor zárakat, más néven kéttollú zárakat foglalja magába. A trezor zárak kinyitása sohasem egyszerű. Ezeket a zártípusokat még egy szakember sem tudja percek alatt kinyitni, rendkívül biztonságosnak minősülnek.

## Zárnyitási módszerek

### Zárfúrás
Zárnyitás zárfúrásos módszerrel úgy történik, hogy a zár magját egy fúróval megfúrják ami által könnyen kinyitódik a zár.

### Savazás
Zárnyitás savazás módszerrel úgy történik, hogy a zár belső részére savat öntenek, így a sav szétmarja a zár belső részét.

### Letapogatás
A zárnyitást letapogatásos módszerrel már nem szokták alkalmazni.

### Lockpicking (zárnyitás kulcs nélkül)
Kulcs nélküli zárnyitásról beszélünk, amennyiben az ajtóhoz való kulcs elveszett vagy nem elérhető. A zár típusa határozza meg ebben az esetben, hogy mely módszerrel lehet kinyitni. Van lehetőség sérülésmentes zárnyitásra, de ez csupán annyit jelent, hogy az ajtó ténylegesen nem sérül meg, ellenben az ajtózár az igen. Ez alól kivételt képez a becsapódott ajtó kinyitása, mert ha becsapódott az ajtó, akkor valószínűleg nincs kulcsra bezárva, ebben az esetben a zár sem sérül meg a nyitási folyamatban.
Magyarországon jogszabályba van foglalva, hogy mely módszerekkel szabad egy zárat jogszerűen kinyitni.[forrás?] Csak olyan módszerrel szabad elvégezni, amely tönkreteszi a zárat, minden olyan eszköz, amellyel sérülésmentesen, azaz a zár megmaradásával lehetne kinyitni, titkosszolgálati eszköznek minősül. Kivétel ez alól, amikor hatósági zárnyitásról van szó, illetve ha rendőri intézkedés engedélyezi.